# Furcimunda furcilla
Furcimunda furcilla är en insektsart som beskrevs av Andrej Vasiljevitj Gorochov 2007. Furcimunda furcilla ingår i släktet Furcimunda och familjen syrsor. Inga underarter finns listade i Catalogue of Life.